# Мур, Чарльз, 2-й виконт Мур
Чарльз Мур, 2-й виконт Мур из Дроэды (англ. Charles Moore, 2nd Viscount Moore of Drogheda; ок. 1603 — 7 августа 1643) — ирландский политик и пэр, известный своим руководством силами ирландских роялистов в Северном Ленстере на ранних этапах войн Ирландской Конфедерации.

## Предыстория
Родился в 1603 году. Третий сын Гаррета Мура, 1-го виконта Мура (ок. 1564—1627). Гаррет Мур был протестантом, в отличие от многих его родственников, оставшихся католиками. Гаррет Мур помог заключить Меллифонтский договор в 1603 году, который положил конец восстанию Тирона. Когда Гаррет умер в 1627 году, его виконтство и поместья, включая Меллифонтское аббатство, перешли к его старшему сыну Чарльзу. Его матерью была Мэри Колли (? — 1654), дочь сэра Генри Колли из замка Карбери и Кэтрин Кьюсак.
9 ноября 1627 года после смерти своего отца Чарльз Мур унаследовал титулы 2-го виконта Мура из Меллифонта (Пэрство Ирландии) и 2-го барона Мура из Дроэды (Пэрство Ирландии). Он занял свое место в ирландской Палате лордов в парламенте 1634—1635 годов и входил по крайней мере в один комитет Палаты представителей. В остальном он спокойно жил со своей женой и детьми в Меллифонте.
1 февраля 1627/1628 года виконт Мур стал членом Тайного совета Ирландии.

## Ирландское восстание
После начала Ирландского восстания резиденция Чарльза Мура в Меллифонте была захвачена 21 ноября 1641 года как прелюдия к осаде Дрохеды повстанцами. Чарльз Мур был одним из лидеров отряда по оказанию помощи из Дублина, который снял осаду в марте 1642 года. Затем он и сэр Генри Тичборн двинулись на Дандолк и взяли город. Тичборн стал губернатором Дандолка, а Мур вернулся в Дроэду.
В 1643 году Чарльз Мур командовал войсками из Дублина, посланными для сопротивления наступлению на Ленстер ольстерской армии Ирландских конфедератов под командованием Оуэна Роу О’Нила. 7 августа Мур противостоял О’Нилу в битве при Портлестере в графстве Мит. Во время боя он был убит артиллерийским выстрелом, который, по некоторым данным, был лично нацелен и выпущен его противником О’Нилом. После смерти Мура протестантские силы отступили вместе с его телом. О’Нил не смог продолжить свой успех, продвигаясь к Дублину.
Чарльзу Муру наследовал его сын Генри, которого король Англии Карл II после Реставрации Стюартов сделал 1-м графом Дрохеды.

## Личная жизнь
Чарльз Мур был женат на достопочтенной Элис Лофтус (? — 13 июня 1649), младшей дочери Адама Лофтуса, 1-го виконта Лофтуса (1658—1643) и Сары Батоу Мередит. У супругов было пять сыновей и четыре дочери:
- Генри Мур, 1-й граф Дрохеда (? — 12 января 1676), преемник отца.
- Достопочтенный Рэндл Мур
- Достопочтенный Гаррет Мур (? — 1665)
- Достопочтенный Адам Мур
- Достопочтенный Джон Мур
- Достопочтенная Мэри Мур, с 1648 года жена Хью Монтгомери, 1-го графа Маунт-Александра (ок. 1623—1663), от брака с которым у неё было трое детей.
- Достопочтенная Сара Мур (? — ноябрь 1712), жена с 1653 года Уильяма Колфилда, 1-го виконта Шарлемонта (1624—1671), от брака с которым у неё было семеро детей.
- Достопочтенная Энн Мур, вышедшая замуж за эсквайра Томаса Колфилда
- Достопочтенная Леттис, жена Геркулеса Дэвиса.

Его вдова была арестована вскоре после его смерти по подозрению в причастности к заговору с целью предать Дрохеду шотландскому генералу Роберту Монро, чтобы помешать ирландским повстанцам восстановить контроль над городом; при этом она утверждала, что следует политике своего мужа, отрицающего победу Ирландии. Ее поместили в Дублинский замок, но вскоре освободили. Она умерла в июне 1649 года, как сообщается, от гангрены из-за перелома ноги, через три дня после падения с лошади, вызванного шоком, когда она впервые увидела Ирландскую церковь Святого Петра в Дроэде, где находилась могила её мужа.